# Netz erster Ordnung
Als Netz erster Ordnung oder kurz „der 1. Ordnung“ bezeichnet ein Geodät das Grundlagennetz einer Landesvermessung.
Die Festpunkte sind etwa 25–50 km voneinander entfernt und haben bei guten Wetterbedingungen terrestrische Sichtverbindung. Traditionell spricht man auch vom
- Triangulations- oder Dreiecksnetz, obwohl heute mehr Distanzen (Trilateration) als Winkel gemessen werden. Daneben existieren
- Satelliten-Netze (mit GPS oder anderen Methoden gemessen). Sie können sogar von nullter Ordnung sein, wenn die Distanzen bei 100 km liegen und sich als übergeordnetes Kontrollnetz eignen.

Vermarkt wird mit z. T. brusthohen Messpfeilern oder mit Felsmarken und zusätzlichen Nebenpunkten (z. B. Wandbolzen, Kirchturmkreuz). Terrestrische Messungen erfolgen mit Theodolit bzw. Universalinstrument und elektronischem Distanzmesser.
Die Genauigkeit ist besser als ±0,5" (Bogensekunden am Globus) (in Mitteleuropa 0,2 – 0,3"), was durch den Netzverband relativ etwa 1 : 1 Million bedeutet (3 cm auf 30 km). Dabei kommt dem Netz zugute, dass durch die langen Dreiecksseiten kaum Steilvisuren auftreten und daher der Stehachsfehler und die Lotabweichung wenig Einfluss haben.
Moderne Netze 1. Ordnung eignen sich neben der Grundlagenvermessung auch für Zwecke der Geodynamik (Feststellung und Monitoring von Erdkrustenbewegungen), insbesondere wenn sie durch neuere elektronische Distanzmessungen gestützt sind. Solche Bewegungsmessungen finden z. B. periodisch in den Südalpen (Österreich/Slowenien) und den Westkarpaten (Slowakei/Polen) statt.